# Dorotea Augusta di Holstein-Gottorp
Dorotea Augusta di Holstein-Gottorp (Gottorp, 12 maggio 1602 – Plön, 13 marzo 1682) fu una nobile del Ducato di Holstein-Gottorp e duchessa di Schleswig-Holstein-Sonderburg-Plön.
Era figlia di Giovanni Adolfo di Holstein-Gottorp, duca di Holstein-Gottorp dal 1587 al 1616, e della principessa Augusta di Danimarca.
Venne data in sposa a Gioacchino Ernesto, duca di Schleswig-Holstein-Sonderburg-Plön dal 1622. Il matrimonio venne celebrato il 12 maggio 1633.
Diede al marito otto figli:
- Giovanni Adolfo, anche noto come Hans Adolf (1634 - 1704), Duca di Schleswig-Holstein-Sonderburg-Plön, sposò Dorotea di Brunswick-Wolfenbüttel
- Augusto (1635 - 1699), Duca di Schleswig-Holstein-Norburg
- Ernestina (1636 - 1696)
- Gioacchino Ernesto II (1637 - 1700), Duca di Schleswig-Holstein-Sonderburg-Plön-Rethwisch sposo Isabella di Merode-Westerloo (1649 - 1701)
- Bernardo (1639 - 1676), generale danese
- Agnese Edvige (1640 - 1698), sposò Cristiano, Duca di Schleswig-Holstein-Sonderburg-Glücksburg
- Carlo Enrico (1642 - 1655)
- Sofia Eleonora (1644 - 1688/9), sposò Volfango Giulio, conte di Hohenlohe-Neuenstein

Con il matrimonio divenne duchessa di Holstein-Plön, titolo che mantenne fino alla morte del marito avvenuta Plön il 5 ottobre 1671. Succedette al padre il primogenito Giovanni Adolfo.

## Ascendenza
|                                     |                            |                                   | Genitori                           |  |  | Nonni |  |  | Bisnonni                |  |  | Trisnonni                |  |
|                                     |                            |                                   |                                    |  |  |       |  |  | Federico I di Danimarca |  |  | Cristiano I di Danimarca |  |
|                                     |                            |                                   |                                    |  |  |       |  |  | Federico I di Danimarca |  |  | Cristiano I di Danimarca |  |
|                                     |                            | Dorotea di Brandeburgo            |                                    |  |  |       |  |  | Federico I di Danimarca |  |  |                          |  |
| Adolfo di Holstein-Gottorp          |                            |                                   |                                    |  |  |       |  |  | Federico I di Danimarca |  |  |                          |  |
|                                     |                            | Sofia di Pomerania                | Boghislao X di Pomerania           |  |  |       |  |  |                         |  |  |                          |  |
|                                     |                            | Sofia di Pomerania                | Boghislao X di Pomerania           |  |  |       |  |  |                         |  |  |                          |  |
|                                     |                            | Sofia di Pomerania                | Anna di Polonia                    |  |  |       |  |  |                         |  |  |                          |  |
| Giovanni Adolfo di Holstein-Gottorp |                            | Sofia di Pomerania                |                                    |  |  |       |  |  |                         |  |  |                          |  |
|                                     |                            | Filippo I d'Assia                 | Guglielmo II d'Assia               |  |  |       |  |  |                         |  |  |                          |  |
|                                     |                            | Filippo I d'Assia                 | Guglielmo II d'Assia               |  |  |       |  |  |                         |  |  |                          |  |
|                                     |                            | Filippo I d'Assia                 | Anna di Meclemburgo-Schwerin       |  |  |       |  |  |                         |  |  |                          |  |
| Cristina d'Assia                    |                            | Filippo I d'Assia                 |                                    |  |  |       |  |  |                         |  |  |                          |  |
|                                     |                            | Cristina di Sassonia              | Ernesto di Sassonia                |  |  |       |  |  |                         |  |  |                          |  |
|                                     |                            | Cristina di Sassonia              | Ernesto di Sassonia                |  |  |       |  |  |                         |  |  |                          |  |
|                                     |                            | Cristina di Sassonia              | Elisabetta di Baviera              |  |  |       |  |  |                         |  |  |                          |  |
| Dorotea Augusta di Holstein-Gottorp |                            | Cristina di Sassonia              |                                    |  |  |       |  |  |                         |  |  |                          |  |
|                                     | Cristiano III di Danimarca | Federico I di Danimarca           |                                    |  |  |       |  |  |                         |  |  |                          |  |
|                                     | Cristiano III di Danimarca | Federico I di Danimarca           |                                    |  |  |       |  |  |                         |  |  |                          |  |
|                                     | Cristiano III di Danimarca | Anna del Brandeburgo              |                                    |  |  |       |  |  |                         |  |  |                          |  |
| Federico II di Danimarca            | Cristiano III di Danimarca |                                   |                                    |  |  |       |  |  |                         |  |  |                          |  |
|                                     |                            | Dorotea di Sassonia-Lauenburg     | Magnus I di Sassonia-Lauenburg     |  |  |       |  |  |                         |  |  |                          |  |
|                                     |                            | Dorotea di Sassonia-Lauenburg     | Magnus I di Sassonia-Lauenburg     |  |  |       |  |  |                         |  |  |                          |  |
|                                     |                            | Dorotea di Sassonia-Lauenburg     | Caterina di Braunschweig-Lüneburg  |  |  |       |  |  |                         |  |  |                          |  |
| Augusta di Danimarca                |                            | Dorotea di Sassonia-Lauenburg     |                                    |  |  |       |  |  |                         |  |  |                          |  |
|                                     |                            | Ulrico III di Meclemburgo-Güstrow | Alberto VII di Meclemburgo-Güstrow |  |  |       |  |  |                         |  |  |                          |  |
|                                     |                            | Ulrico III di Meclemburgo-Güstrow | Alberto VII di Meclemburgo-Güstrow |  |  |       |  |  |                         |  |  |                          |  |
|                                     |                            | Ulrico III di Meclemburgo-Güstrow | Anna di Brandeburgo                |  |  |       |  |  |                         |  |  |                          |  |
| Sofia di Meclemburgo-Güstrow        |                            | Ulrico III di Meclemburgo-Güstrow |                                    |  |  |       |  |  |                         |  |  |                          |  |
|                                     |                            | Elisabetta di Danimarca           | Federico I di Danimarca            |  |  |       |  |  |                         |  |  |                          |  |
|                                     |                            | Elisabetta di Danimarca           | Federico I di Danimarca            |  |  |       |  |  |                         |  |  |                          |  |
|                                     |                            | Elisabetta di Danimarca           | Sofia di Pomerania                 |  |  |       |  |  |                         |  |  |                          |  |
|                                     |                            | Elisabetta di Danimarca           |                                    |  |  |       |  |  |                         |  |  |                          |  |